# Ганс Фолькманн (історик)
Ріхард Людвіг Йоганнес Фолькманн (також Ганс Фолькманн; нім. Richard Ludwig Johannes Volkmann; 19 березня 1900, Кельн — 5 жовтня 1975, Кельн) — німецький античний історик.

## Життєпис
Народився у родині лікаря, дитинство провів у Бромберзі, навчався в середній школі в Геттінгені, яку закінчив в 1918 році. Того ж року почав вивчати в тамтешньому університеті класичну філологію та античну історію. Його вчителями в Геттінгені були Георг Бузолт і Ріхард Райценштейн. У 1920 році Фолькманн переїхав до Марбурга та отримав ступінь доктора стародавньої історії під керівництвом Антона фон Премерштейна в 1922 році за працю «Деметрій І. Сотер (162—150 до н. е.) та Александр І Балас (150—145 до н. е.) із Сирії» (нім. Demetrios I. Soter (162–150 v. Chr.) und Alexander I. Balas (150–145 v. Chr.) von Syrien). Отримавши докторський ступінь, він поїхав до Берліна для подальшого навчання папірології в Ульріха Вількена. У 1923 році він склав науковий іспит для викладання історії, латини та грецької мови в середній школі в Марбурзі. Наступні п'ять років викладав в школах Марбургу, Герсфельда та Франкфурта-на-Майні .
У 1930 році став працювати у Марбургській Гімназії Філіппінум. У 1933 році він закінчив свою габілітацію в Марбурзькому університеті за темою «Юриспруденція в принципаті Августа» (нім. Zur Rechtsprechung im Principat des Augustus). У 1934/35 роках він був заступником професора Антона фон Премерштайна в Марбурзькому університеті. В 1937 році став викладати в університеті Грайфсвальда, ставши наступником Йозефа Кейля. У 1941 році Фолькманн був призваний до вермахту і 30 січня 1945 року під час відступу з Естонії був важко поранений в Ельбінгу. Перебував у радянському полоні, звільнився лише 6 лютого 1947 року у Франкфурті-на-Одері. Після двох років безуспішних спроб повернути свою кафедру в Грайфсвальді він повернувся до Кельна і спочатку працював учителем. У 1952 році його призначили там почесним професором, а 29 березня 1955 року він очолив кафедру стародавньої історії в Кельнському університеті. У 1964 році вийшов на пенсію. Серед учнів Фолькмана були історики Гайнц Беллен та Карл-Вільгельм Вельвей.
Фолькманн був експертом з історії Селевкідів і написав кілька статей для Real Encyclopedia of Classical Antiquity (RE) та Little Pauly. У 1942 році він опублікував критичне текстове видання «Діяння божественного Августа». Його біографія Клеопатри, опублікована в 1953 році та була перекладена чотирма мовами. У 1958 році він також опублікував розповідь про похід Сулли на Рим. Також займався публікацією наукового спадка свого вчителя Антона фон Премерштайна.
Фолькман помер у 1975 році у віці 75 років у лікарні Кельнського університету. Був одружений з Гедвігою Еммою Софі, уродженої Фойгтлендер. Весілля сталося у Франкфурті-на-Майні в 1930 році. Його науковий доробок зберігається в архіві Кельнського університету .

## Науковий доробок
- Endoxos duleia. Kleine Schriften zur Alten Geschichte. (Zum 75. Geburtstag des Verfassers am 19. März 1975). Herausgegeben von Heinz Bellen. de Gruyter, Berlin u. a. 1975, ISBN 3-11-005980-0.
- Grundzüge der römischen Geschichte (= Grundzüge. Band 4, ISSN 0533-344X). Wissenschaftliche Buchgesellschaft, Darmstadt 1965 (zahlreiche Auflagen).
- Die Massenversklavungen der Einwohner eroberter Städte in der hellenistisch-römischen Zeit (= Akademie der Wissenschaften und der Literatur, Mainz. Abhandlungen der Geistes- und Sozialwissenschaftlichen Klasse. Jg. 1961, Nr. 3, ISSN 0002-2977). Verlag der Akademie der Wissenschaften und der Literatur, Mainz 1961.
- Sullas Marsch auf Rom. Der Verfall der römischen Republik (= Janus-Bücher. Band 9, ISSN 0447-3485). Oldenbourg, München 1958 (Nachdrucke).
- als Herausgeber: Res gestae divi Augusti. Das Monumentum Ancyranum (= Kleine Texte für Vorlesungen und Übungen. Band 29/30, ZDB-ID 520652-2). de Gruyter, Berlin 1957 (mehrere Auflagen).
- Kleopatra. Politik und Propaganda. Oldenbourg, München 1953; in englischer Sprache: Cleopatra. A Study in Politics and Propaganda. Translated by T. J. Cadoux. Elek Books, London 1958.
- Zur Rechtsprechung im Principat des Augustus. Historische Beiträge (= Münchener Beiträge zur Papyrusforschung und antiken Rechtsgeschichte. Heft 21, ISSN 0936-3718). Beck, München 1935 (zugleich: Habilitationsschrift, Universität Marburg 1935; 2., durchgesehene und erweiterte Auflage. ebenda 1969).